# Sunwing Airlines
Sunwing Airlines – kanadyjskie tanie linie lotnicze z siedzibą w Toronto.
Agencja ratingowa Skytrax przyznała liniom trzy gwiazdki.

## Flota
Według stanu na marzec 2025 flota Sunwing Airlines składała się z 29 samolotów  o średnim wieku 12,2 lat:
| Samolot          | Samolot | Samolot   | Liczba miejsc | Liczba miejsc | Uwagi |
| Model            | Aktywne | Zamówione | E             | Łącznie       | Uwagi |
| ---------------- | ------- | --------- | ------------- | ------------- | ----- |
| Boeing 737-800   | 23      | -         | 189           | 189           |       |
| Boeing 737 MAX 8 | 6       | -         | 189           | 189           |       |
| Łącznie          | 29      | 0         |               |               |       |